# 蘿拉·曼奇內利
蘿拉·曼奇內利（義大利語：Laura Mancinelli，義大利語：[ˈlaura mantʃiˈnɛlli]，1933年12月18日—2016年7月7日）是義大利作家、德國作家和中世紀作家。
大學講師、翻譯家、散文家 （許多中世紀歷史散文） 和歷史小說作家。

## 生平
蘿拉·曼奇內利1933年生于烏迪內, 在罗韦雷托生活了四年, 1937年隨家人搬到都灵。
在接受了學校教育和學習後, 她于1956年畢業于都灵大学, 獲得德國文學學位, 重點是現代文學。
在她獲得博士學位後的幾年裡, 她從未放棄過對中世紀德國文化的熱情。1969年, 她寫了一篇文章《尼伯龍根之歌。問題和值》。
70年代, 她在薩薩里大學教授日爾曼語言學, 然後由德國人拉迪斯勞·密特那在威尼斯調來, 1976年, 她獲得了威尼斯福斯卡里宫大学學的德語史系教授。
根據他的同事和朋友克劳迪奥·马格里斯的建議, 1972年, 她編輯並翻譯成義大利文, 從原來的卷尼伯龍根之歌中譯成義大利文, 1978年,《特裡斯坦 (詩)》, 1989年由《葛列格里厄》斯和《可憐的海因裡希》。
1981年, 蘿拉·曼奇內利以日爾曼語言學大學校長的身份回到都靈後, 在小說《Challant的十二位住持》中首次亮相, 這是作者的一部歷史小說。1968年開始寫作。1986年來到《莫札特的鬼魂》和1989年的《聖奧迪利亞的奇跡之》後。
20世紀90年代初, 受多發性硬化症的影響, 蘿拉·曼奇內利離開了德國語言學主席。
從1994年起, 她完全致力於寫作, 並在整個十年出版了15部以上的作品, 儘管住院和長期康復。
2009年, 她出版了小說加富爾眼鏡（Gli occhiali di Cavour）, 隨後在2011年出版了阿瑪莫爾（Due storie d'amore）, 對克裡姆希爾德和西格弗裡德、特裡斯坦和伊塞奧這兩對著名夫婦的故事進行了免費解讀。
曼奇內利於2016年7月7日在都靈因病去世。告別儀式于2016年7月11日在都靈的巨大墓地舉行;葬禮在蘇薩山谷的埃西莱斯舉行, 作者在那裡創作了她的一部小說。

## 著作
| 編號冤 | 書目                        | 出版年 | 英譯書名                             |
| ------ | --------------------------- | ------ | ------------------------------------ |
| 1      | I dodici abati di Challant  | 1981   | The Twelve Abbots of Challant (2003) |
| 2      | Il miracolo di santa Odilia | 1989   | The Miracle of Saint Odilia (2003)   |

## 内部链接
- 语文学
- 德语文学
- 德語史
- 恋歌
- 馬內塞古抄本

## 外部連結
- Official website